# Albert I van België

Gravin van Vlaanderen met gezin

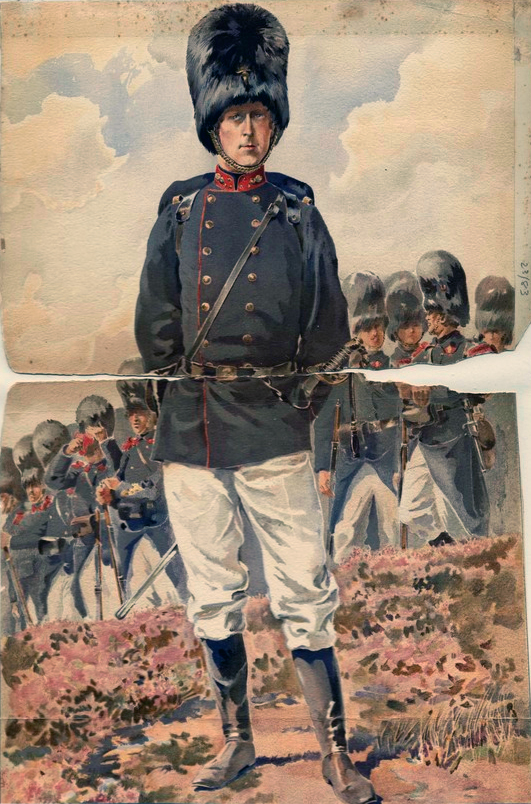
Prins Albert als kolonel van de Grenadiers, met berenmuts, 1897 door Maurice Romberg.

Albert Leopold Clemens Marie Meinrad (Brussel, 8 april 1875 – Marche-les-Dames, 17 februari 1934), prins van België, hertog van Saksen, prins van Saksen-Coburg-Gotha, was van 23 december 1909 tot 17 februari 1934 de derde koning der Belgen.

## Troonopvolger

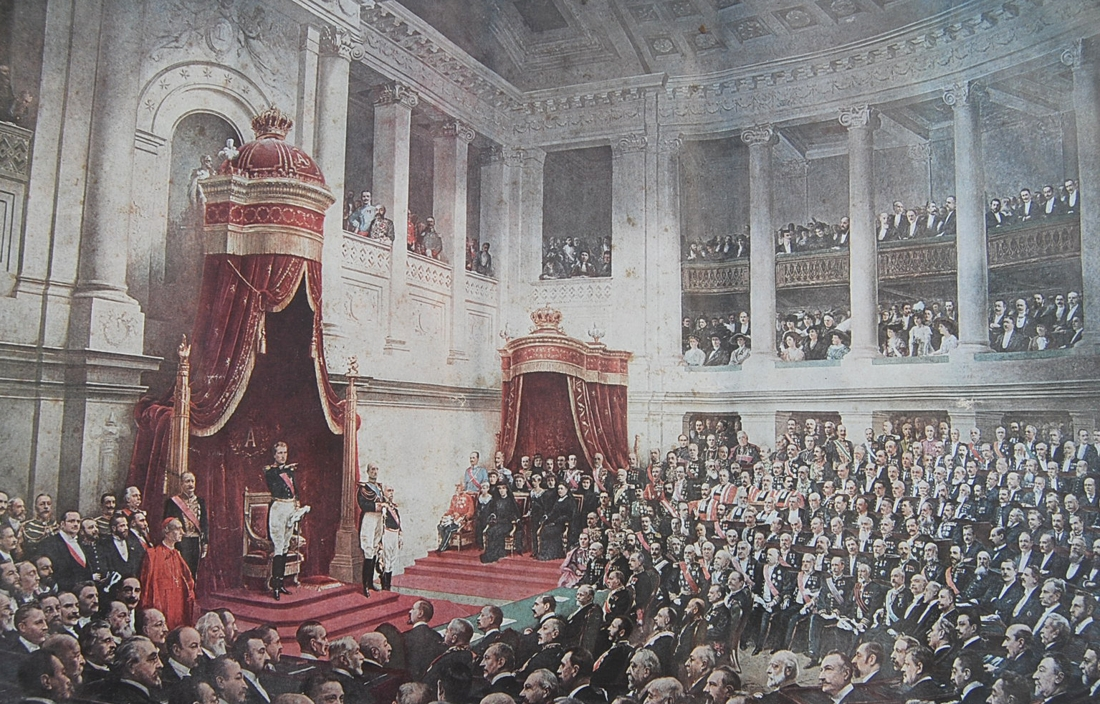
Eedaflegging van koning Albert I in de plenaire vergaderzaal van de Kamer van volksvertegenwoordigers. Brussel, Paleis der Natie, 23 december 1909.

Albert was het vijfde kind van prins Filips, graaf van Vlaanderen, en van prinses Maria van Hohenzollern-Sigmaringen. Zijn vader was de broer van koning Leopold II en zijn moeder was de jongste dochter van Karel Anton van Hohenzollern-Sigmaringen. Albert werd geboren in het Paleis van de graaf van Vlaanderen, dat zijn ouders betrokken.
Door het overlijden van kroonprins Leopold in 1869 evenals het overlijden van zijn vader prins Filips (de jongere broer van Leopold II) en het overlijden van zijn eigen oudere broer Boudewijn in 1891 werd Albert van dan af voorbereid op de onverwachte taak als toekomstige koning.
Als troonopvolger kon hij een beroep doen op veel familiebanden; zijn oom Carol was koning van Roemenië, zijn tante Stephanie koningin van Portugal, nog een andere tante, Charlotte, was keizerin van Mexico. Zijn overgrootvader was de (verdreven) koning der Fransen, Lodewijk Philips van Orléans, zijn nicht Stephanie van België was kroonprinses van Oostenrijk-Hongarije, de tante van zijn vrouw was keizerin Elisabeth van Oostenrijk en zijn zwager was kroonprins van Beieren. Veel van deze familiebanden werden op de proef gesteld tijdens de Eerste Wereldoorlog; hij liet om die reden later de Saksische kwartieren uit zijn familiewapen bannen en de familienaam Saksen-Coburg-Gotha uit zijn titulatuur schrappen.

## Huwelijk en kinderen
In 1897 tijdens de grote staatsdienst in Parijs, na de brand van de Bazar de la Charité, ontmoette Albert prinses Elisabeth in Beieren. Prinses Elisabeth was de dochter van Karel Theodoor in Beieren en Maria José van Bragança. Het paar verloofde zich nadien en huwde op 2 oktober 1900 in München. Koning Leopold schonk naar aanleiding van dit huwelijk aan Karel Theodoor in Beieren, koning Lodewijk III van Beieren, kroonprins Luitpold van Beieren en aartsbisschop Franz Joseph von Stein het grootkruis in de Leopoldsorde.
Uit het huwelijk werden drie kinderen geboren:
- Leopold, de latere vierde koning der Belgen;
- Karel, de latere prins-regent, die ongehuwd bleef
- en Marie José, die later koningin van Italië zou zijn totdat de monarchie in Italië werd afgeschaft.

## Koningschap

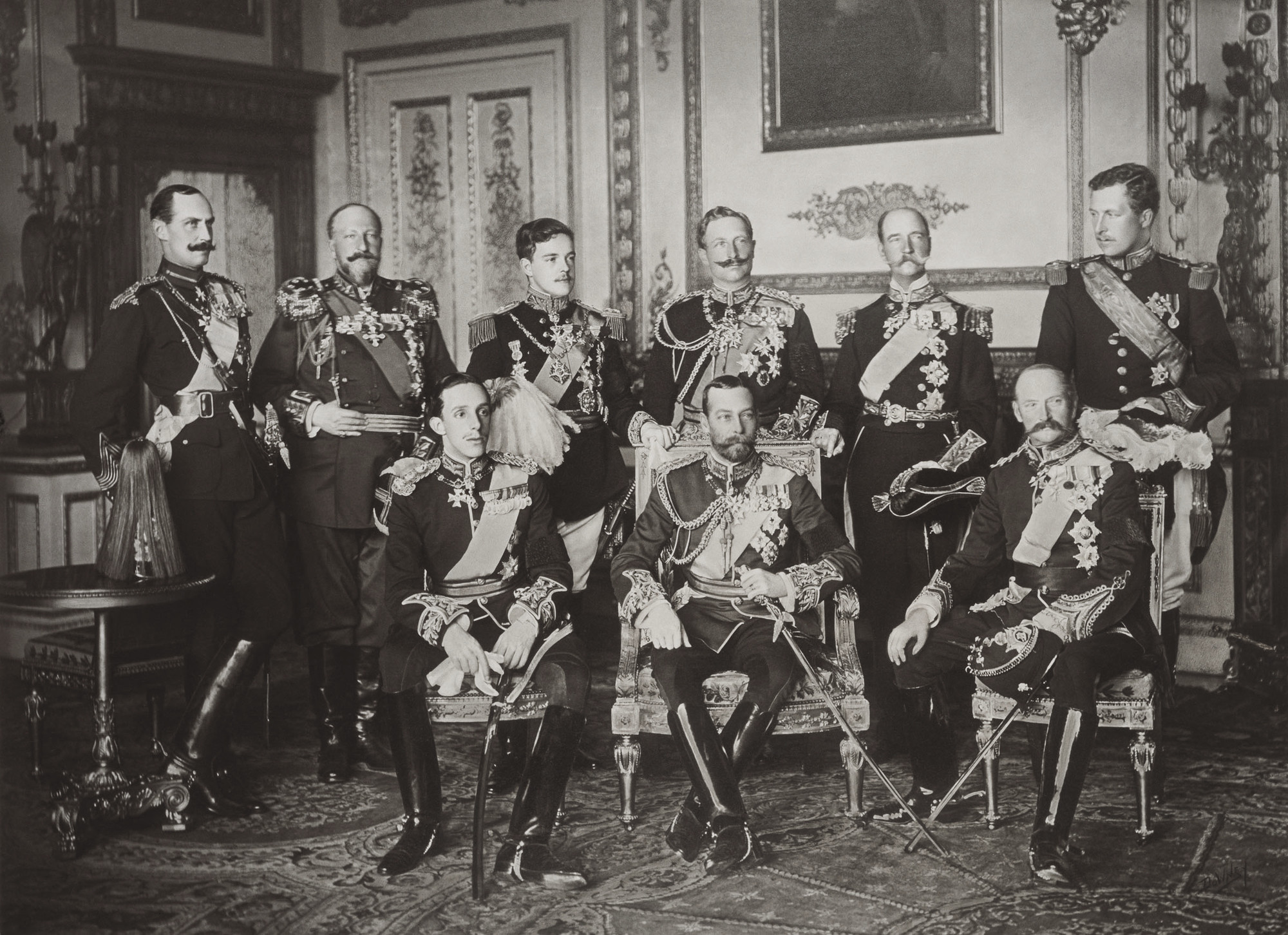
De negen vorsten op Windsor voor de begrafenis van koning Edward VII, gefotografeerd op 20 mei 1910.

Toen hij op 23 december 1909 de eed van trouw aan de grondwet aflegde was hij de eerste Belgische koning die deze eed niet enkel in het Frans, maar ook in het Nederlands aflegde.

### Eerste Wereldoorlog

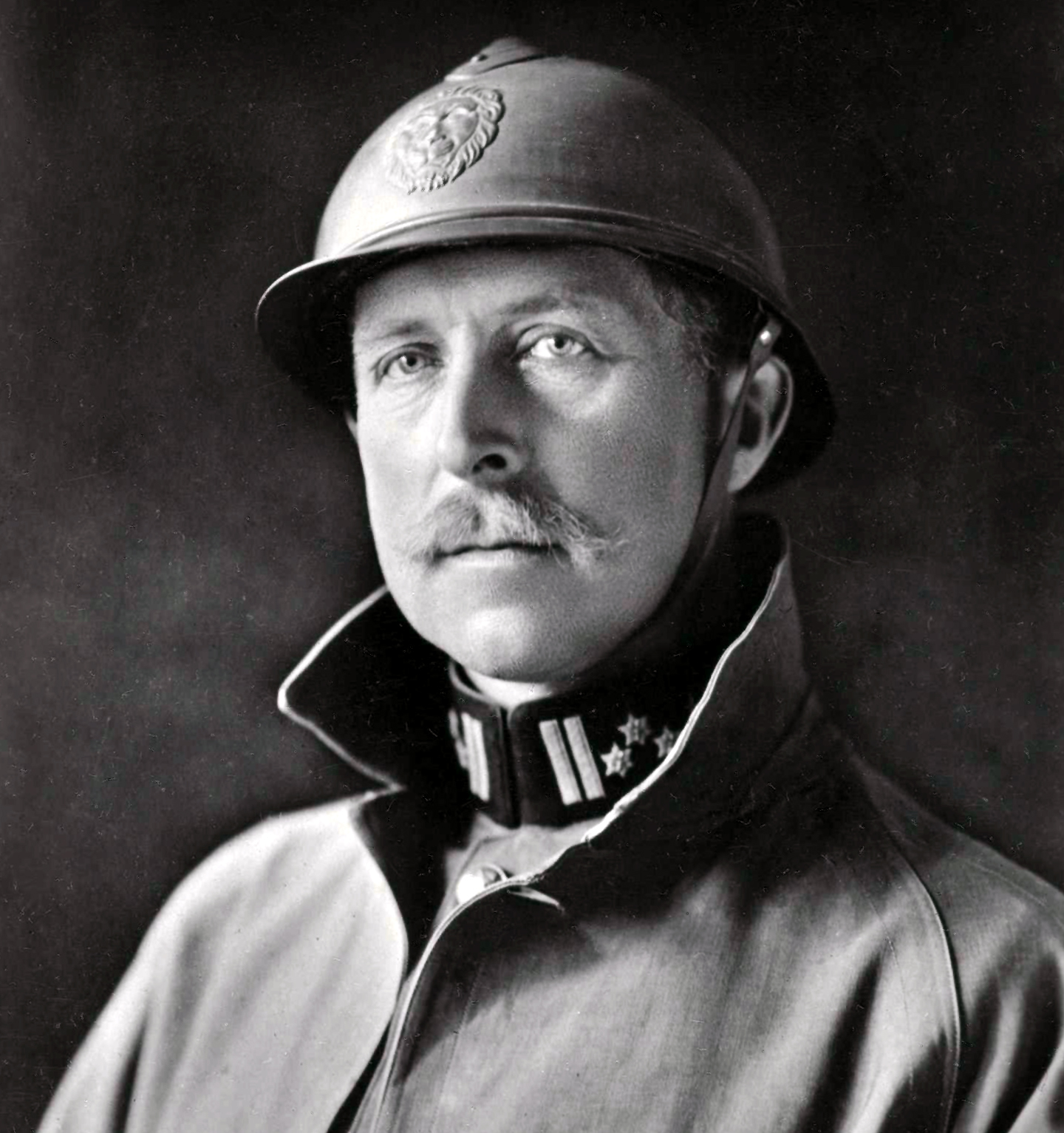
Koning Albert in het uniform van het Belgische Leger, compleet met de Belgische versie van de Adrianhelm

Koninklijk monogram van Albert I.

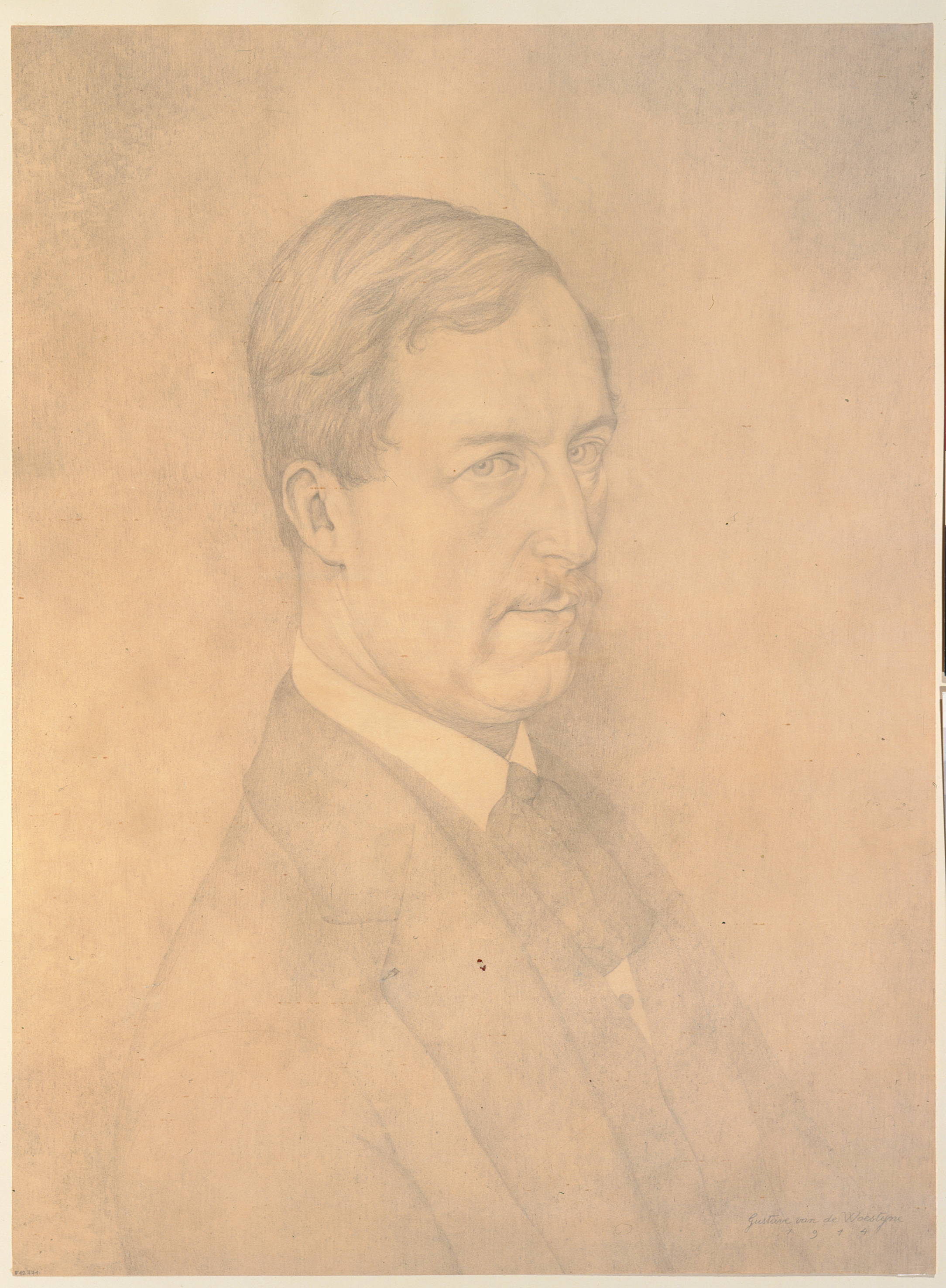
Portret van Albert I door Gustave van de Woestyne uit 1914 - bron: Koninklijke Bibliotheek van België

Op 11 oktober 1914 was de beslissing gevallen het Belgisch leger te verzamelen achter de IJzer. Daar zou het ook slag leveren waardoor een definitief einde kwam aan de bewegingsoorlog en de loopgravenoorlog begon. Terwijl de regering in ballingschap was in Le Havre, bleef koning Albert I de gehele oorlog bij zijn soldaten in de buurt van de loopgraven. De koning verbleef op enkele kilometers van het front in een villa in De Panne. Na de oorlog richtten de oud-strijders in Nieuwpoort naast de IJzer een monument op om hem te gedenken en te eren. De koning ging de mythologie van de Belgische geschiedenis in als koning-ridder en koning-soldaat. 
De koning zelf was met de officieuze titel van zijn hagiografie niet ingenomen. Wel nam hij, in overeenstemming met het toenmalige begrip van de grondwet, daadwerkelijk het opperbevel waar over de Belgische strijdkrachten en hij nam de belangrijke beslissingen die tijdens de veldtocht moesten genomen worden.
Een bijzonder moeilijke beslissing van historisch belang was het Belgisch Leger niet naar Frankrijk terug te trekken, maar wel naar de streek van Nieuwpoort, Veurne, Diksmuide achter de IJzer.
Na de overwinning hield de koninklijke familie een Blijde Intrede in Brussel. Koning Albert I ontving de Amerikaanse president Woodrow Wilson in juni 1919 op bezoek in België. Het was het eerste bezoek van een Amerikaans president aan België.

### Comacina
In 1919 kreeg koning Albert I van burgemeester Augusto Giuseppe Caprani van de gemeente Sala Comacina (Italiaanse regio Lombardije) het kleine eiland Isola Comacina in het Comomeer. Een jaar lang was dit eiland een enclave onder Belgische soevereiniteit. In 1920 werd Comacina teruggegeven aan de Italiaanse staat op voorwaarde dat er een kolonie van kunstenaars zou worden gevestigd.

### Albert en de wetenschappen
Op 1 oktober 1927 hield koning Albert I (1875-1934) zijn beroemd gebleven toespraak van Seraing in de bedrijven van John Cockerill. Deze redevoering is een mobiliserende mythe geworden, lezen we in de Geschiedenis van de Wetenschappen in België. Tot de huidige dag toe wordt Albert I immers geciteerd in elk politiek discours over wetenschap.
“Er heerst in België een echte crisis der wetenschappelijke instellingen en laboratoria”, zei de koning tegen de verzamelde fine fleur van economie en politiek. Albert I stelde de betere kringen ook een oplossing voor: “Door de initiatieven onzer industriëlen en financiers, de kunde onzer ingenieurs, de bekwaamheid onzer arbeiders, zullen alle hinderpalen uit de weg worden geruimd”. Zijn publiek had de boodschap begrepen en een jaar later werd het Nationaal Fonds voor Wetenschappelijk Onderzoek (NFWO) gesticht, onder het voorzitterschap van Emile Francqui. Het meteen stevig gespekte fonds kreeg de steun van onder andere de familie Solvay en de belangrijkste banken van België en zorgde niet alleen voor een opleving van de industrie via laboratoriumonderzoek, maar ook voor de uitbreiding van het Belgische patrimonium.
Ook de huidige Federale Wetenschappelijke Instellingen (FWI) profiteerden immers van deze duw in de rug, en in de overzichtswerken van de instellingen vinden we in de jaren 1930 vooral wetenschappelijke expedities naar verre landen. Niet alleen werden de plaatselijke archeologie, etnografie, fauna en flora bestudeerd, als het even kon werd een en ander ook mee huiswaarts genomen.
De jaren 1930 blijken een opvallend rijke periode voor een aantal FWI's.
In de Koninklijke Musea voor Kunst en Geschiedenis (KMKG) was Jean Capart hoofdconservator (1925-1942). Voor die tijd had hij bijzonder veel aandacht voor het publiek en het educatieve gehalte van zijn collecties. Zo bracht men bij de Frans-Belgische expeditie naar het Paaseiland in 1934 met het schoolschip Mercator twee van de bekende grote beelden mee: een voor het Parijse Musée de l'Homme, en een voor de Brusselse KMKG. In 1935 bijvoorbeeld, nam een team archeologen, gesteund door het NFWO, uit Apamea in Syrië een indrukwekkend jachtmozaïek mee, die tot vandaag tot de topstukken van KMKG wordt gerekend.
Niet alleen het Jubelparkmuseum leefde op, ook het Museum voor Natuurwetenschappen organiseerde tussen 1933 en 1938 belangrijke dier- en plantkundige zendingen naar het Nationaal Albert Park. Het Afrika-museum verzamelde van 1927 af volgens het principe van zo veel mogelijk reeksen specimens per soort en zelfs per vindplaats, waardoor het Museum uitgroeide tot een van de belangrijkste centra op het gebied van de Afrikaanse zoölogie. De Sterrenwacht kreeg in 1930 een aantal nieuwe instrumenten, waaronder een Zeiss-telescoop van 1 meter diameter.
Alberts plan voor ‘een nuttige, patriottische, sociale, pacifistische, op privé-mecenaat steunende wetenschap’ overleefde de Tweede Wereldoorlog niet. De opkomende big science verplichtte de Staat tot een ander, meer internationaal gericht wetenschapsbeleid.

### Reizen

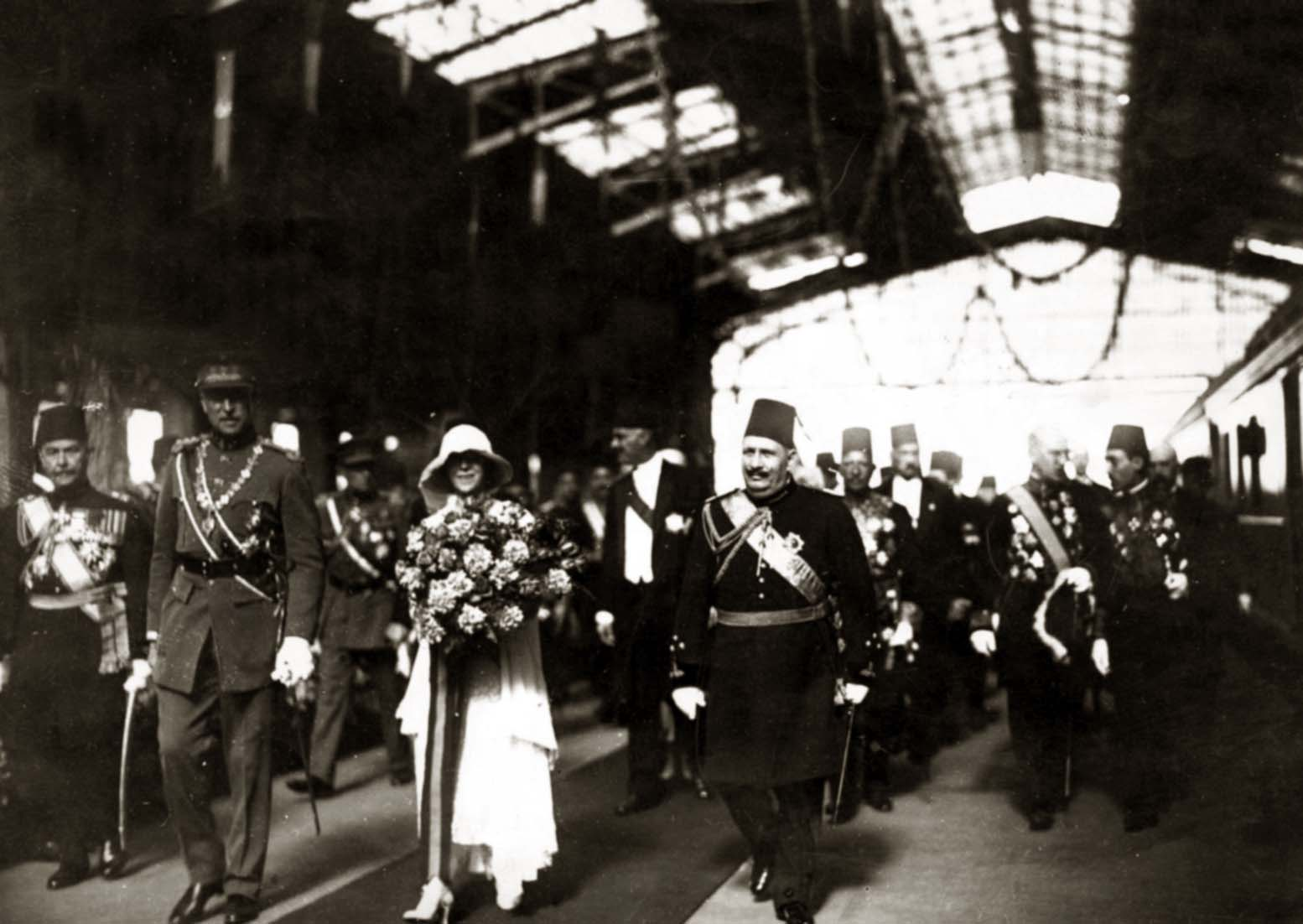
Koning Albert en koningin Elisabeth met koning Foead I van Egypte bij hun aankomst in het station van Caïro, Egypte, voorjaar 1930.

Albert heeft enkele reizen gemaakt voor en tijdens zijn koningschap. Zo reisde hij in 1898 als prins en in 1919 als koning naar de Verenigde Staten van Amerika. Tijdens die twee bezoeken trok hij door het land. Albert werd in 1919 als oorlogsheld met veel luister ontvangen door de Amerikanen.
Ook was Albert de eerste koning die door Belgisch-Congo reisde: in 1909 als prins, in 1928 en in 1932 als koning. De tocht in 1928 was vooral bedoeld om aan te tonen dat men comfortabel kon reizen door Congo.
In 1920 bezocht hij samen met koningin Elisabeth en prins Leopold Brazilië. Hij reisde van Zeebrugge op een Braziliaanse oorlogsbodem naar Rio de Janeiro en bezocht tijdens zijn 27 dagen tellend verblijf ook de staat Minas Gerais en São Paulo.

## Overlijden

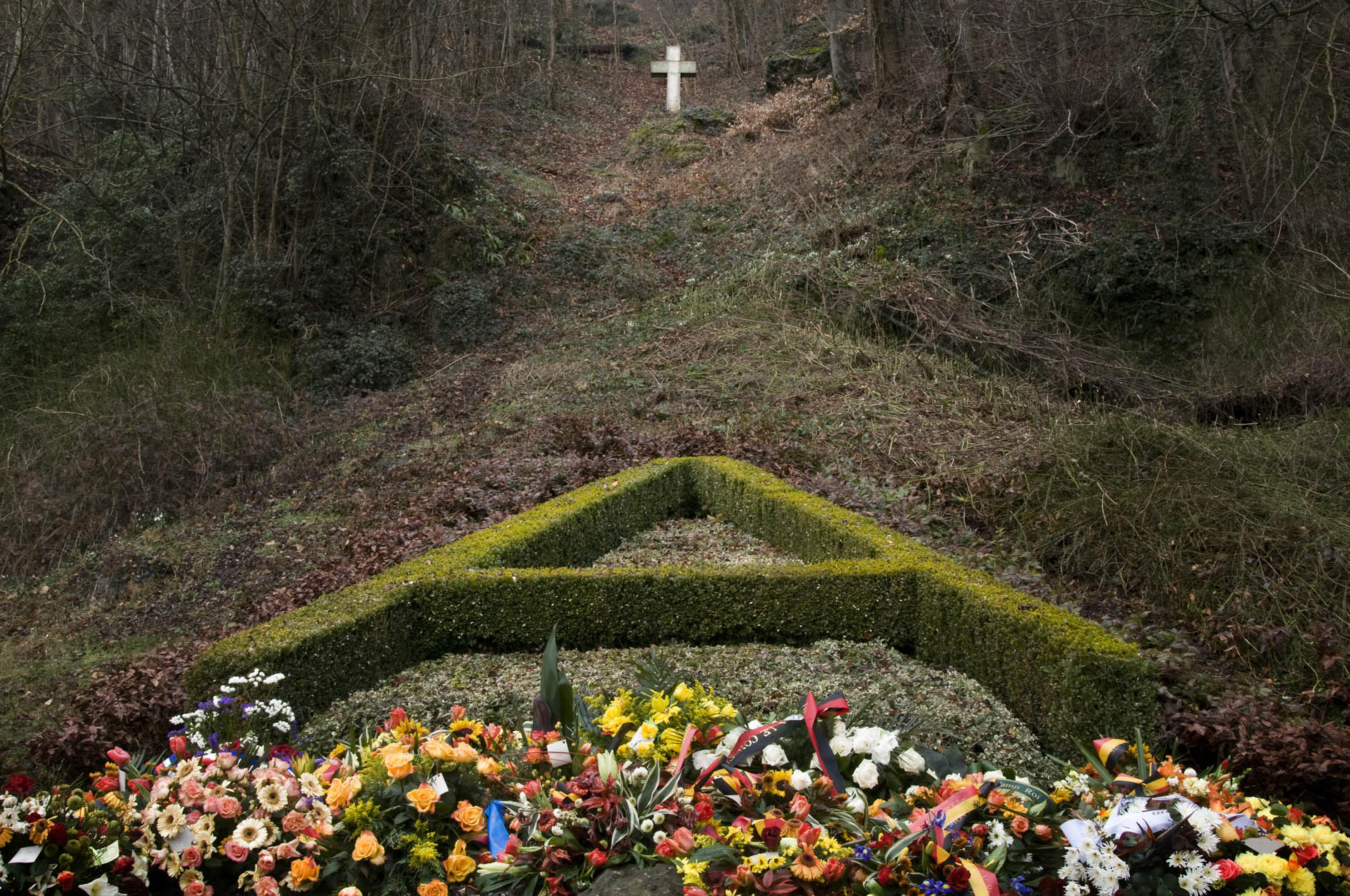
Monument aan de voet van de rots in Marche-les-Dames.

Albert I stierf na een val van de rotsen in Marche-les-Dames (Namen) op 17 februari 1934. Zijn lichaam werd om twee uur in de nacht van 17 op 18 februari gevonden. De ochtend van 18 februari stond de wereldpers al op zijn kop door het overlijden van Albert I. Omdat er van de val geen getuigen waren, werd druk gespeculeerd over de ware doodsoorzaak. Albert was een bekwame klimmer en daarom menen sommigen dat het moeilijk aan te nemen is dat het om een ongeval zou gaan en dat het waarschijnlijker is dat de koning elders zou vermoord zijn (of zelfs zelfmoord zou gepleegd hebben) en dat zijn dode lichaam nooit in Marche-les-Dames heeft gelegen of daar pas in de nacht van 17 op 18 februari werd neergelegd om een val te ensceneren. Theorieën gaan van jaloerse echtgenoten tot moord door de Franse geheime dienst, omdat Albert I het militaire akkoord met Frankrijk zou willen opzeggen en terugkeren naar de Belgische neutraliteit. Geen van deze stellingen heeft men kunnen bewijzen.

### Onderzoek 80 jaar later
In 2016 raakte bekend dat journalist Reinout Goddyn van het VTM-programma Royalty met bloed besmeurde bladeren had gekocht die op de plaats van het ongeval door omwonenden waren verzameld. Vergelijking in 2016 door de Leuvense forensische geneticus dr. Maarten Larmuseau en zijn team van het DNA van twee van Alberts verwanten (onder wie de voormalige Bulgaarse tsaar Simeon van Saksen-Coburg en Gotha in vaderlijke lijn en Anna Maria Freifrau von Haxthausen in moederlijke lijn) en het bloed op de bladeren bewees dat het wel degelijk om het bloed van de koning ging. Larmuseau werd geholpen door de Gentse professor Dieter Deforce, die in 2014 reeds had aangetoond dat het om menselijk bloed ging. Dit onderzoek onderschrijft de officiële versie van de feiten en toont ook aan dat het juridisch onderzoek reeds vanaf het begin niet perfect had kunnen verlopen, aangezien de plaats van het ongeval door souvenirjagers verstoord was.

### Uitvaart
De begrafenis van koning Albert vond plaats op 22 februari volgens het uitgeschreven ceremonieel. De rouwstoet trok van het Koninklijk Paleis in Brussel naar de Sint-Goedelekathedraal, waar de dienst werd geleid door kardinaal Van Roey. Daarna waren er salvo's in het Jubelpark en werd verder gereden naar Laken, waar de kist werd bijgezet in de koninklijke crypte. 's Avonds was er een concert in het Brussels Conservatorium.
De begrafenis bracht een ongeziene volkstoeloop teweeg. Volgens de kranten stonden er twee miljoen mensen langs het parcours van de rouwstoet, wat overeenkwam met een kwart van de Belgische bevolking.

## Nalatenschap

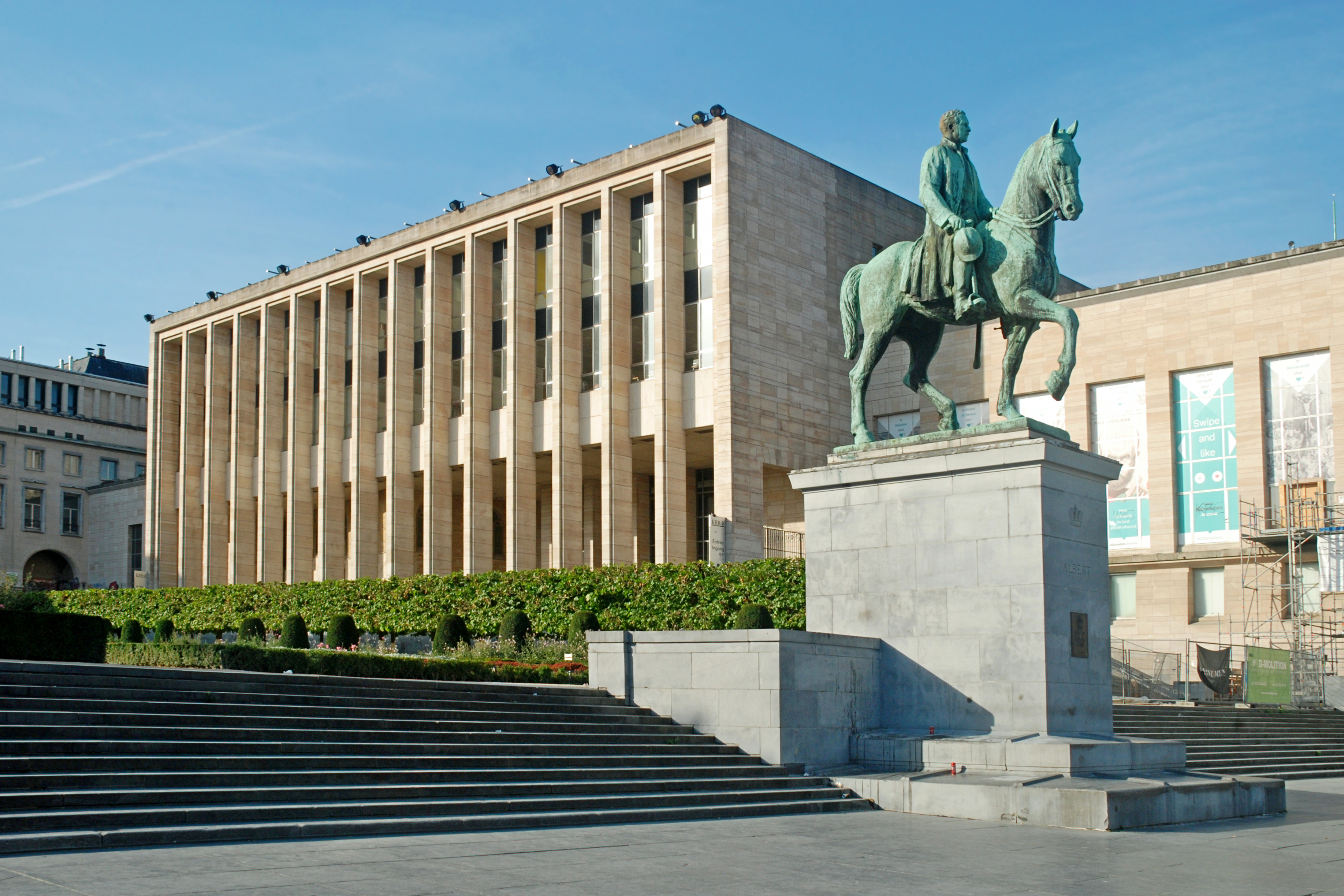
Ruiterbeeld van Koning Albert I voor de Koninklijke Bibliotheek van België door Alfred Courtens (1951).

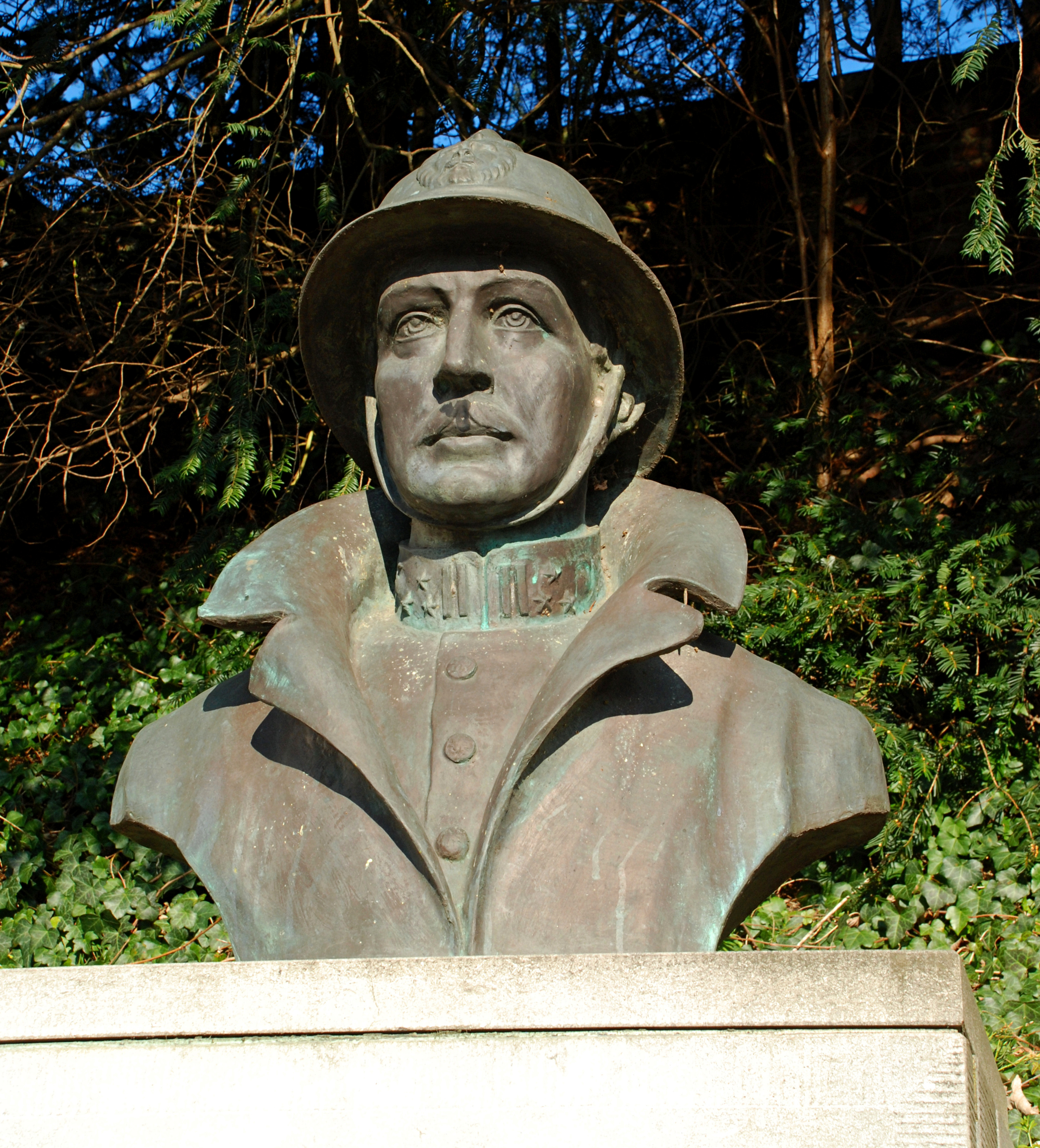
Buste van Albert I in Ottignies.

Vanwege zijn houding en gedrag tijdens de Eerste Wereldoorlog is Albert I nog steeds een van de populairste Belgische vorsten. Er zijn in België veel standbeelden van hem te vinden en verschillende zaken naar hem vernoemd: zoals de Albertina-bibliotheek (Koninklijke Bibliotheek van België) in Brussel, het Albertkanaal, het Koning Albertpark in Gent, Kortrijk, Antwerpen en Brugge en het Koning Albert I-monument. In 2005 eindigde hij op nr. 126 in de Vlaamse versie van De Grootste Belg en op nr. 12 in de Waalse versie.
De faam van Koning Albert I reikt tot ver over de grenzen van België. Ook in het buitenland zijn straten en pleinen naar hem genoemd en monumenten opgericht. De De Rifugio Re Alberto, een berghut op 2621 meter in de Dolomieten, werd naar Albert I genoemd.

## Honoraria
- Doctor honoris causa van de Katholieke Universiteit van Leuven (met koningin Elisabeth) in 1927 [17]
- Grootmeester van de Leopoldsorde,
- Grootmeester van de Orde van de Afrikaanse Ster,
- Grootmeester van de Kroonorde

### Buitenlandse orden
- Grootkruis met Keten in de orde van Ulstar, geschonken door koning Khan en koningin Thourya van Aghanistan tijdens hun bezoek, 1928,[4]
- Ere-Ordeketen met briljanten en robijnen Orde van Skanderbeg Albanië, 1929,[4]
- Grootkruis Orde van de Condor van de Andes Bolivia, geschonken door de ambassadeur, 1927,[4]
- Ordeketen Orde van Sint-Cyrillus en Sint-Methodius Bulgarije, geschonken door koning Boris III tijdens een verblijf in Italie, 1930,[4]
- Grootkruis Sint-Alexander Orde Bulgarije,
- Grootkruis Koninklijke Orde van Cambodja,
- Grootkruis Orde van Verdienste Chili,
- Eerste Klasse Tweede Graad Orde van de Dubbele Draak China,
- Grootkruis Orde voor Verdienste China,
- Buitengewoon Grootkruis Boyaca Orde Colombia, geschonken naar aanleiding van het Eeuwfeest, 1930,[4]
- Gouden Herinneringsmedaille van de Onafhankelijkheid Costa-Rica,
- Grootkruis Orde Carlos Manuel de Cespedes Cuba,
- Ridder Orde van de Olifant Denemarken,
- Ordeketen met briljanten en smaragden in de Orde van Muhammad Ali Egypte, geschonken door koning Fouad, tijdens diens bezoek aan Brussel, 1927,[4]
- Grootkruis Orde voor Verdienste Ecuador, n.a.v. het Eeuwfeest, 1930,[4]
- Vrijheidskruis 1ste Klasse Estland,
- Ordeketen Orde van het Zegel van Salomon Ethiopië, geschonken door kroonprins Haile Selassi tijdens diens bezoek aan Brussel, 1924,[4]
- Ordeketen Orde van de Witte Roos Finland,
- Grootkruis Legioen van Eer,
- Militaire Medaille,
- Oorlogskruis met Palm Frankrijk,
- Extra-Companion in de Orde van de Kousenband,
- Ridder-Grootkruis in de Orde van het Bad, 1918,[4]
- Honorair Ridder-Grootkruis in de Koninklijke Orde van Victoria,
- Baljuw Grootkruis in de Soevereine Militaire Orde van Sint-Jan van Jeruzalem, Rhodos en Malta,
- Distinguished Flying Cross Verenigd Koninkrijk, overhandigd tijdens een audiëntie door de Hertog van York in de Rode Salon te Brussel, 1920,[4]
- Kroningsmedaille van koning Eduard VII, 1902,[4]
- Grootkruis in de Orde van de Heilige Stefanus Hongarije,
- Ridder in de Orde van de Allerheiligste Boodschap,
- Grootkruis Militaire Orde van Savoye,
- Oorlogskruis en Medaille van Oorlogsvrijwilliger Italië,
- grootkruis van de Opperste Chrysanthemumorde Japan, huwelijksgeschenk van de Keizer, 1900,[4]
- Keten van de Oppertse Chrysantenorde, geschonken in het kasteel van Loppem, tijdens een missie van prins yori hito, 1918,[4]
- Eerste Klasse Militaire Orde van Lacplesis,
- Grootkruis Orde van de Drie Sterren Letland, geschonken n.a.v. het eeuwfeest, 1930,[4]
- Grootkruis Orde van de Afrikaanse Onafhankelijkheid Liberia,
- Grootkruis Orde van de Gouden Leeuw van Nassau Luxemburg en het Huis Oranje-Nassau,
- Ridder Vytis Orde Litouwen,
- Baljuw Grootkruis van Eer en Devotie in de Soevereine en Militaire Orde van Malta,
- Grootkruis met briljanten Ouissam Alaouite Orde en Militaire Medaille Marokko,
- Grootkruis Orde van de Heilige Karel Monaco, geschonken in 1910 n.a.v. de eedaflegging van de koning,[4]
- Ridder - Grootkruis in de Orde van de Nederlandse Leeuw, gift van de Nederlandse koningin overhandiogd door jr. vander Staal, n.a.v. de eedaflegging in 1910,[4]
- Ordeketen Orde van Sint-Olaf Noorwegen, geschonken door de Noorse koning Olav bij missie van minister Hagerup tijdens de eedaflegging in 1910,[4]
- Gouden Medaille voor Solidariteit Panama,
- Grootkruis met briljanten Orde van de Zon Peru,
- Grootkruis Kroonorde Perzië, geschonken door de Shah,[4]
- Grootkruis Orde van de Witte Adelaar, Polen
- Grootkruis met Keten in de Orde van de Zwarte Adelaar, geschonken door de Keizer in 1896 als 21e verjaardagsgeschenk,[4]
- Grootkruis Militaire Orde ‘Virtuti Militari’ Polen,
- Ordeketen Orde van de Toren en het Zwaard,
- Het lint van de Drie Orden Portugal,
- Ordeketen Orde van Carol I, Roumenië, geschonken door zijn neef n.a.v. zijn troonsbestijging in 1910,[4]
- Grootkruis Orde van de Ster,
- Grootkruis Orde van Michaël de Dappere, 1918; Roemenië,[4]
- Kruis voor Luchtmachtverdienste Roemenië,
- Ridder in de Orde van Sint-Andreas, geschonken door de Tsaar aan zijn eregast bij diens kroning in 1896,[4]
- Ridder Orde van Sint Joris,
- Grootkruis Orde van Sint-Stanislaus,
- Ridder Orde van Orde van Alexander Newsky,
- Ridder in de Orde van Sint-Anna Rusland,
- Grootkruis Orde van de Ster van Karageorge met Zwaarden,
- Gouden Medaille voor Dapperheid,
- Militair Kruis Servië,
- Ridder in de Orde van het Gulden Vlies,
- Ordeketen van de Orde van Karel III Spanje, geschonken door koning Alfons ter ere van zijn eregast op diens huwelijk, Madrid 1906,[4]
- Eerste Klasse met Ordeketen in de Orde van de Witte Leeuw,
- Oorlogskruis (Tsjecho-Slowakije),
- Ordeketen in de Orde van Christus, geschonken door kardinaal Micara, audiêntie in de kapel van het Kasteel te Laken, 1932,[4]
- Ridder Grootkruis Orde van het Heilig Graf Heilige Stoel,
- Ordeketen Orde van de Bevrijder Venezuela,
- Army Distinguished Service Medal Verenigde Staten,
- Ridder in de Serafijnenorde, Zweden: geschonken in 1910,[4]
- Keten van de Serafijnen, 1926 ; huwelijksgeschenk van de Zweedse koning ter ere van Prinses Astrid,[4]

## Voorouders
| Frans van Saksen-Coburg-Saalfeld (1750-1806) | Frans van Saksen-Coburg-Saalfeld (1750-1806) | Frans van Saksen-Coburg-Saalfeld (1750-1806) | Frans van Saksen-Coburg-Saalfeld (1750-1806) | Frans van Saksen-Coburg-Saalfeld (1750-1806) | Frans van Saksen-Coburg-Saalfeld (1750-1806) | Augusta van Reuss-Ebersdorf en Lobenstein (1757-1831) | Augusta van Reuss-Ebersdorf en Lobenstein (1757-1831) | Augusta van Reuss-Ebersdorf en Lobenstein (1757-1831) | Augusta van Reuss-Ebersdorf en Lobenstein (1757-1831) | Augusta van Reuss-Ebersdorf en Lobenstein (1757-1831) | Augusta van Reuss-Ebersdorf en Lobenstein (1757-1831) |                               |                               | Lodewijk Filips I van Frankrijk (1773-1850) | Lodewijk Filips I van Frankrijk (1773-1850) | Lodewijk Filips I van Frankrijk (1773-1850) | Lodewijk Filips I van Frankrijk (1773-1850) | Lodewijk Filips I van Frankrijk (1773-1850) | Lodewijk Filips I van Frankrijk (1773-1850) | Marie Amélie van Bourbon-Sicilië (1782-1866) | Marie Amélie van Bourbon-Sicilië (1782-1866) | Marie Amélie van Bourbon-Sicilië (1782-1866) | Marie Amélie van Bourbon-Sicilië (1782-1866) | Marie Amélie van Bourbon-Sicilië (1782-1866) | Marie Amélie van Bourbon-Sicilië (1782-1866) |                                  |                                  | Karel van Hohenzollern-Sigmaringen (1785-1853) | Karel van Hohenzollern-Sigmaringen (1785-1853) | Karel van Hohenzollern-Sigmaringen (1785-1853) | Karel van Hohenzollern-Sigmaringen (1785-1853) | Karel van Hohenzollern-Sigmaringen (1785-1853)       | Karel van Hohenzollern-Sigmaringen (1785-1853)       | Marie Antoinette Murat (1793-1847)                   | Marie Antoinette Murat (1793-1847)                   | Marie Antoinette Murat (1793-1847)                   | Marie Antoinette Murat (1793-1847)                   | Marie Antoinette Murat (1793-1847)             | Marie Antoinette Murat (1793-1847)             |                                                |                                                | Karel van Baden (1786-1818)                    | Karel van Baden (1786-1818)                    | Karel van Baden (1786-1818)     | Karel van Baden (1786-1818)     | Karel van Baden (1786-1818)     | Karel van Baden (1786-1818)     | Stéphanie de Beauharnais (1789-1806) | Stéphanie de Beauharnais (1789-1806) | Stéphanie de Beauharnais (1789-1806) | Stéphanie de Beauharnais (1789-1806) | Stéphanie de Beauharnais (1789-1806) | Stéphanie de Beauharnais (1789-1806) |  |  |  |  |  |  |  |  |  |  |  |  |  |  |  |  |  |  |  |  |  |  |  |  |  |  |  |  |  |  |  |  |  |  |  |  |  |  |  |  |  |  |  |  |  |  |  |  |
| Frans van Saksen-Coburg-Saalfeld (1750-1806) | Frans van Saksen-Coburg-Saalfeld (1750-1806) | Frans van Saksen-Coburg-Saalfeld (1750-1806) | Frans van Saksen-Coburg-Saalfeld (1750-1806) | Frans van Saksen-Coburg-Saalfeld (1750-1806) | Frans van Saksen-Coburg-Saalfeld (1750-1806) | Augusta van Reuss-Ebersdorf en Lobenstein (1757-1831) | Augusta van Reuss-Ebersdorf en Lobenstein (1757-1831) | Augusta van Reuss-Ebersdorf en Lobenstein (1757-1831) | Augusta van Reuss-Ebersdorf en Lobenstein (1757-1831) | Augusta van Reuss-Ebersdorf en Lobenstein (1757-1831) | Augusta van Reuss-Ebersdorf en Lobenstein (1757-1831) |                               |                               | Lodewijk Filips I van Frankrijk (1773-1850) | Lodewijk Filips I van Frankrijk (1773-1850) | Lodewijk Filips I van Frankrijk (1773-1850) | Lodewijk Filips I van Frankrijk (1773-1850) | Lodewijk Filips I van Frankrijk (1773-1850) | Lodewijk Filips I van Frankrijk (1773-1850) | Marie Amélie van Bourbon-Sicilië (1782-1866) | Marie Amélie van Bourbon-Sicilië (1782-1866) | Marie Amélie van Bourbon-Sicilië (1782-1866) | Marie Amélie van Bourbon-Sicilië (1782-1866) | Marie Amélie van Bourbon-Sicilië (1782-1866) | Marie Amélie van Bourbon-Sicilië (1782-1866) |                                  |                                  | Karel van Hohenzollern-Sigmaringen (1785-1853) | Karel van Hohenzollern-Sigmaringen (1785-1853) | Karel van Hohenzollern-Sigmaringen (1785-1853) | Karel van Hohenzollern-Sigmaringen (1785-1853) | Karel van Hohenzollern-Sigmaringen (1785-1853)       | Karel van Hohenzollern-Sigmaringen (1785-1853)       | Marie Antoinette Murat (1793-1847)                   | Marie Antoinette Murat (1793-1847)                   | Marie Antoinette Murat (1793-1847)                   | Marie Antoinette Murat (1793-1847)                   | Marie Antoinette Murat (1793-1847)             | Marie Antoinette Murat (1793-1847)             |                                                |                                                | Karel van Baden (1786-1818)                    | Karel van Baden (1786-1818)                    | Karel van Baden (1786-1818)     | Karel van Baden (1786-1818)     | Karel van Baden (1786-1818)     | Karel van Baden (1786-1818)     | Stéphanie de Beauharnais (1789-1806) | Stéphanie de Beauharnais (1789-1806) | Stéphanie de Beauharnais (1789-1806) | Stéphanie de Beauharnais (1789-1806) | Stéphanie de Beauharnais (1789-1806) | Stéphanie de Beauharnais (1789-1806) |  |  |  |  |  |  |  |  |  |  |  |  |  |  |  |  |  |  |  |  |  |  |  |  |  |  |  |  |  |  |  |  |  |  |  |  |  |  |  |  |  |  |  |  |  |  |  |  |
|                                              |                                              |                                              |                                              |                                              |                                              |                                                       |                                                       |                                                       |                                                       |                                                       |                                                       |                               |                               |                                             |                                             |                                             |                                             |                                             |                                             |                                              |                                              |                                              |                                              |                                              |                                              |                                  |                                  |                                                |                                                |                                                |                                                |                                                      |                                                      |                                                      |                                                      |                                                      |                                                      |                                                |                                                |                                                |                                                |                                                |                                                |                                 |                                 |                                 |                                 |                                      |                                      |                                      |                                      |                                      |                                      |  |  |  |  |  |  |  |  |  |  |  |  |  |  |  |  |  |  |  |  |  |  |  |  |  |  |  |  |  |  |  |  |  |  |  |  |  |  |  |  |  |  |  |  |  |  |  |  |
|                                              |                                              |                                              |                                              | Leopold I van België (1790-1865)             | Leopold I van België (1790-1865)             | Leopold I van België (1790-1865)                      | Leopold I van België (1790-1865)                      | Leopold I van België (1790-1865)                      | Leopold I van België (1790-1865)                      |                                                       |                                                       |                               |                               |                                             |                                             | Louise Marie van Orléans (1812-1850)        | Louise Marie van Orléans (1812-1850)        | Louise Marie van Orléans (1812-1850)        | Louise Marie van Orléans (1812-1850)        | Louise Marie van Orléans (1812-1850)         | Louise Marie van Orléans (1812-1850)         |                                              |                                              |                                              |                                              |                                  |                                  |                                                |                                                |                                                |                                                | Karel Anton van Hohenzollern-Sigmaringen (1811-1885) | Karel Anton van Hohenzollern-Sigmaringen (1811-1885) | Karel Anton van Hohenzollern-Sigmaringen (1811-1885) | Karel Anton van Hohenzollern-Sigmaringen (1811-1885) | Karel Anton van Hohenzollern-Sigmaringen (1811-1885) | Karel Anton van Hohenzollern-Sigmaringen (1811-1885) |                                                |                                                |                                                |                                                |                                                |                                                | Josefine van Baden (1813-1900)  | Josefine van Baden (1813-1900)  | Josefine van Baden (1813-1900)  | Josefine van Baden (1813-1900)  | Josefine van Baden (1813-1900)       | Josefine van Baden (1813-1900)       |                                      |                                      |                                      |                                      |  |  |  |  |  |  |  |  |  |  |  |  |  |  |  |  |  |  |  |  |  |  |  |  |  |  |  |  |  |  |  |  |  |  |  |  |  |  |  |  |  |  |  |  |  |  |  |  |
|                                              |                                              |                                              |                                              | Leopold I van België (1790-1865)             | Leopold I van België (1790-1865)             | Leopold I van België (1790-1865)                      | Leopold I van België (1790-1865)                      | Leopold I van België (1790-1865)                      | Leopold I van België (1790-1865)                      |                                                       |                                                       |                               |                               |                                             |                                             | Louise Marie van Orléans (1812-1850)        | Louise Marie van Orléans (1812-1850)        | Louise Marie van Orléans (1812-1850)        | Louise Marie van Orléans (1812-1850)        | Louise Marie van Orléans (1812-1850)         | Louise Marie van Orléans (1812-1850)         |                                              |                                              |                                              |                                              |                                  |                                  |                                                |                                                |                                                |                                                | Karel Anton van Hohenzollern-Sigmaringen (1811-1885) | Karel Anton van Hohenzollern-Sigmaringen (1811-1885) | Karel Anton van Hohenzollern-Sigmaringen (1811-1885) | Karel Anton van Hohenzollern-Sigmaringen (1811-1885) | Karel Anton van Hohenzollern-Sigmaringen (1811-1885) | Karel Anton van Hohenzollern-Sigmaringen (1811-1885) |                                                |                                                |                                                |                                                |                                                |                                                | Josefine van Baden (1813-1900)  | Josefine van Baden (1813-1900)  | Josefine van Baden (1813-1900)  | Josefine van Baden (1813-1900)  | Josefine van Baden (1813-1900)       | Josefine van Baden (1813-1900)       |                                      |                                      |                                      |                                      |  |  |  |  |  |  |  |  |  |  |  |  |  |  |  |  |  |  |  |  |  |  |  |  |  |  |  |  |  |  |  |  |  |  |  |  |  |  |  |  |  |  |  |  |  |  |  |  |
|                                              |                                              |                                              |                                              |                                              |                                              |                                                       |                                                       |                                                       |                                                       | Filips van België (1837-1905)                         | Filips van België (1837-1905)                         | Filips van België (1837-1905) | Filips van België (1837-1905) | Filips van België (1837-1905)               | Filips van België (1837-1905)               |                                             |                                             |                                             |                                             |                                              |                                              |                                              |                                              |                                              |                                              |                                  |                                  |                                                |                                                |                                                |                                                |                                                      |                                                      |                                                      |                                                      |                                                      |                                                      | Maria van Hohenzollern-Sigmaringen (1845-1912) | Maria van Hohenzollern-Sigmaringen (1845-1912) | Maria van Hohenzollern-Sigmaringen (1845-1912) | Maria van Hohenzollern-Sigmaringen (1845-1912) | Maria van Hohenzollern-Sigmaringen (1845-1912) | Maria van Hohenzollern-Sigmaringen (1845-1912) |                                 |                                 |                                 |                                 |                                      |                                      |                                      |                                      |                                      |                                      |  |  |  |  |  |  |  |  |  |  |  |  |  |  |  |  |  |  |  |  |  |  |  |  |  |  |  |  |  |  |  |  |  |  |  |  |  |  |  |  |  |  |  |  |  |  |  |  |
|                                              |                                              |                                              |                                              |                                              |                                              |                                                       |                                                       |                                                       |                                                       | Filips van België (1837-1905)                         | Filips van België (1837-1905)                         | Filips van België (1837-1905) | Filips van België (1837-1905) | Filips van België (1837-1905)               | Filips van België (1837-1905)               |                                             |                                             |                                             |                                             |                                              |                                              |                                              |                                              |                                              |                                              |                                  |                                  |                                                |                                                |                                                |                                                |                                                      |                                                      |                                                      |                                                      |                                                      |                                                      | Maria van Hohenzollern-Sigmaringen (1845-1912) | Maria van Hohenzollern-Sigmaringen (1845-1912) | Maria van Hohenzollern-Sigmaringen (1845-1912) | Maria van Hohenzollern-Sigmaringen (1845-1912) | Maria van Hohenzollern-Sigmaringen (1845-1912) | Maria van Hohenzollern-Sigmaringen (1845-1912) |                                 |                                 |                                 |                                 |                                      |                                      |                                      |                                      |                                      |                                      |  |  |  |  |  |  |  |  |  |  |  |  |  |  |  |  |  |  |  |  |  |  |  |  |  |  |  |  |  |  |  |  |  |  |  |  |  |  |  |  |  |  |  |  |  |  |  |  |
|                                              |                                              |                                              |                                              |                                              |                                              |                                                       |                                                       |                                                       |                                                       |                                                       |                                                       |                               |                               |                                             |                                             |                                             |                                             |                                             |                                             |                                              |                                              |                                              |                                              |                                              |                                              |                                  |                                  |                                                |                                                |                                                |                                                |                                                      |                                                      |                                                      |                                                      |                                                      |                                                      |                                                |                                                |                                                |                                                |                                                |                                                |                                 |                                 |                                 |                                 |                                      |                                      |                                      |                                      |                                      |                                      |  |  |  |  |  |  |  |  |  |  |  |  |  |  |  |  |  |  |  |  |  |  |  |  |  |  |  |  |  |  |  |  |  |  |  |  |  |  |  |  |  |  |  |  |  |  |  |  |
|                                              |                                              |                                              |                                              |                                              |                                              |                                                       |                                                       |                                                       |                                                       |                                                       |                                                       |                               |                               |                                             |                                             |                                             |                                             |                                             |                                             |                                              |                                              |                                              |                                              |                                              |                                              |                                  |                                  |                                                |                                                |                                                |                                                |                                                      |                                                      |                                                      |                                                      |                                                      |                                                      |                                                |                                                |                                                |                                                |                                                |                                                |                                 |                                 |                                 |                                 |                                      |                                      |                                      |                                      |                                      |                                      |  |  |  |  |  |  |  |  |  |  |  |  |  |  |  |  |  |  |  |  |  |  |  |  |  |  |  |  |  |  |  |  |  |  |  |  |  |  |  |  |  |  |  |  |  |  |  |  |
|                                              |                                              |                                              |                                              | Boudewijn van Saksen-Coburg (1869-1891)      | Boudewijn van Saksen-Coburg (1869-1891)      | Boudewijn van Saksen-Coburg (1869-1891)               | Boudewijn van Saksen-Coburg (1869-1891)               | Boudewijn van Saksen-Coburg (1869-1891)               | Boudewijn van Saksen-Coburg (1869-1891)               |                                                       |                                                       |                               |                               | Henriëtte van België (1870-1948)            | Henriëtte van België (1870-1948)            | Henriëtte van België (1870-1948)            | Henriëtte van België (1870-1948)            | Henriëtte van België (1870-1948)            | Henriëtte van België (1870-1948)            |                                              |                                              |                                              |                                              | Josephine van België (1870-1871)             | Josephine van België (1870-1871)             | Josephine van België (1870-1871) | Josephine van België (1870-1871) | Josephine van België (1870-1871)               | Josephine van België (1870-1871)               |                                                |                                                |                                                      |                                                      | Josephine van België (1872-1958)                     | Josephine van België (1872-1958)                     | Josephine van België (1872-1958)                     | Josephine van België (1872-1958)                     | Josephine van België (1872-1958)               | Josephine van België (1872-1958)               |                                                |                                                |                                                |                                                | Albert I van België (1875-1934) | Albert I van België (1875-1934) | Albert I van België (1875-1934) | Albert I van België (1875-1934) | Albert I van België (1875-1934)      | Albert I van België (1875-1934)      |                                      |                                      |                                      |                                      |  |  |  |  |  |  |  |  |  |  |  |  |  |  |  |  |  |  |  |  |  |  |  |  |  |  |  |  |  |  |  |  |  |  |  |  |  |  |  |  |  |  |  |  |  |  |  |  |

## Galerij

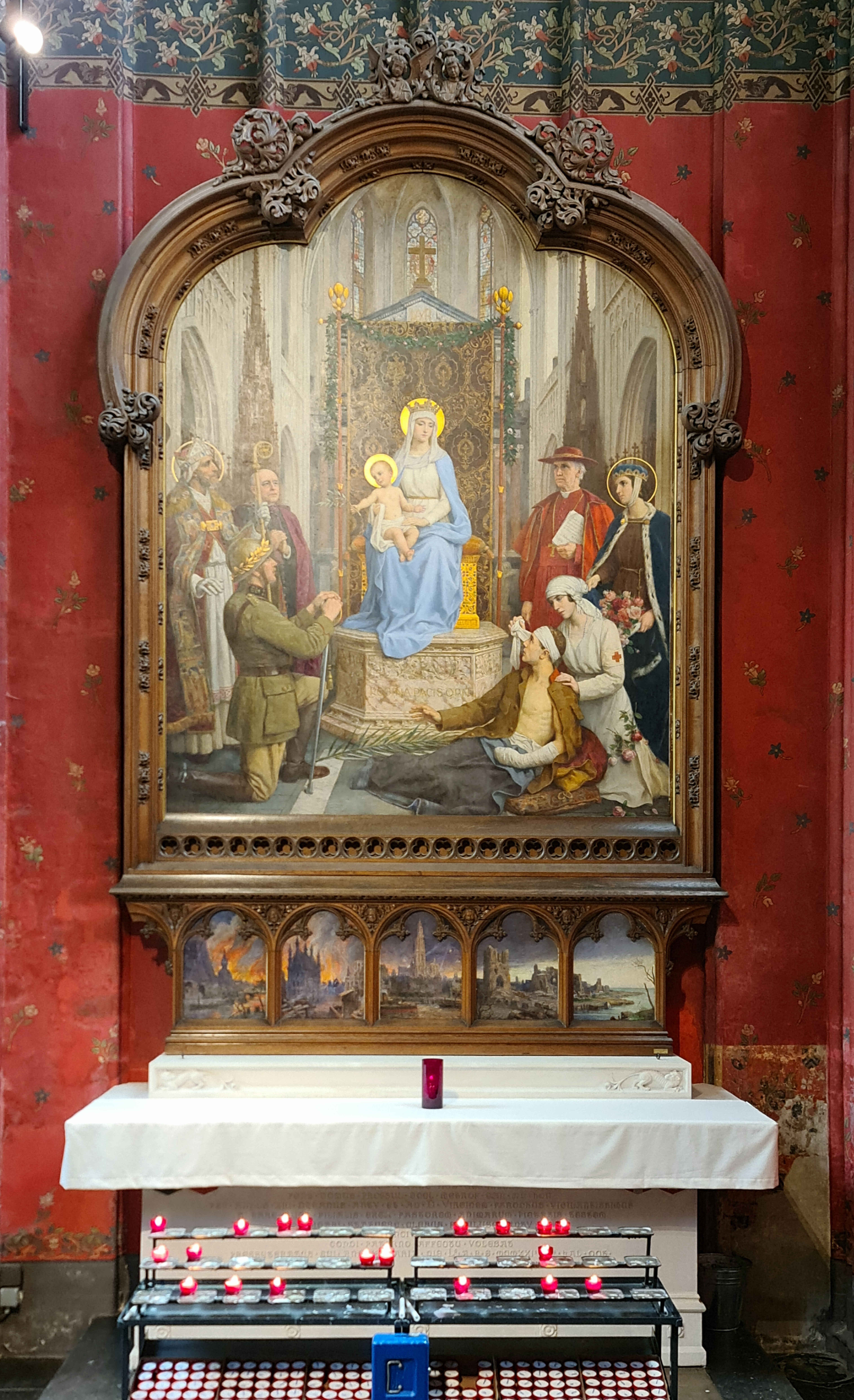
Altaarstuk met Koning Albert voor OLV, door Jozef Janssens de Varebeke verz. Kathedraal Antwerpen.
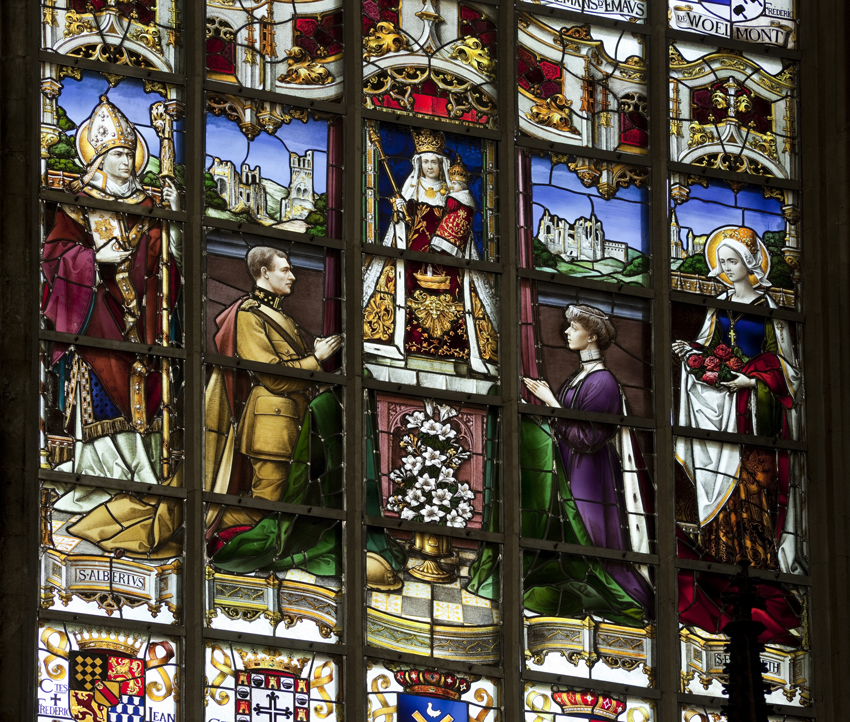
Koning Albert, glasraam OLV van de Zavel, Brussel
Portret door Emile Baes
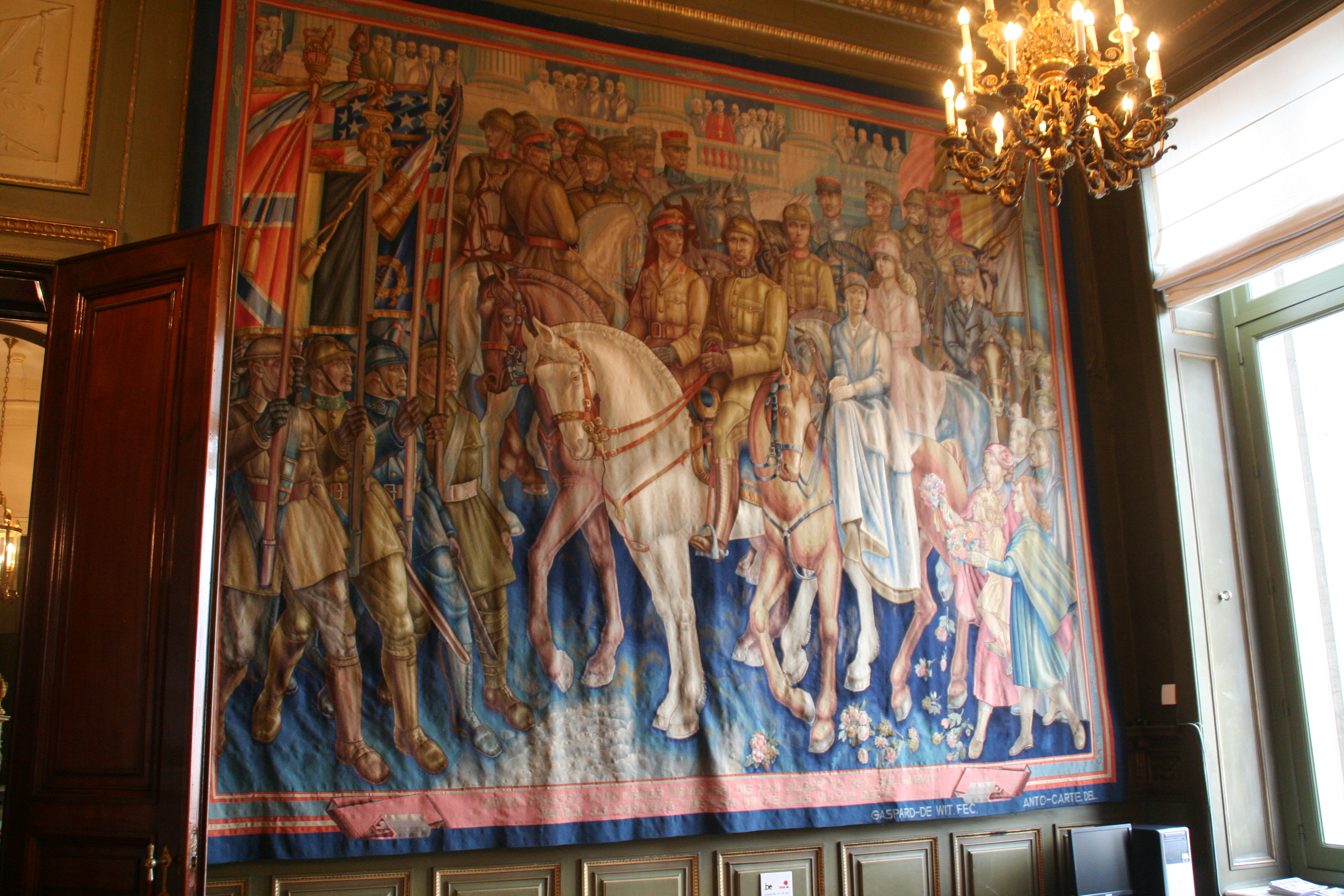
Blijde Intrede van koning Albert in Brussel, Wandtapijt (Verz. Kamer), ontwerp door Anto Carte
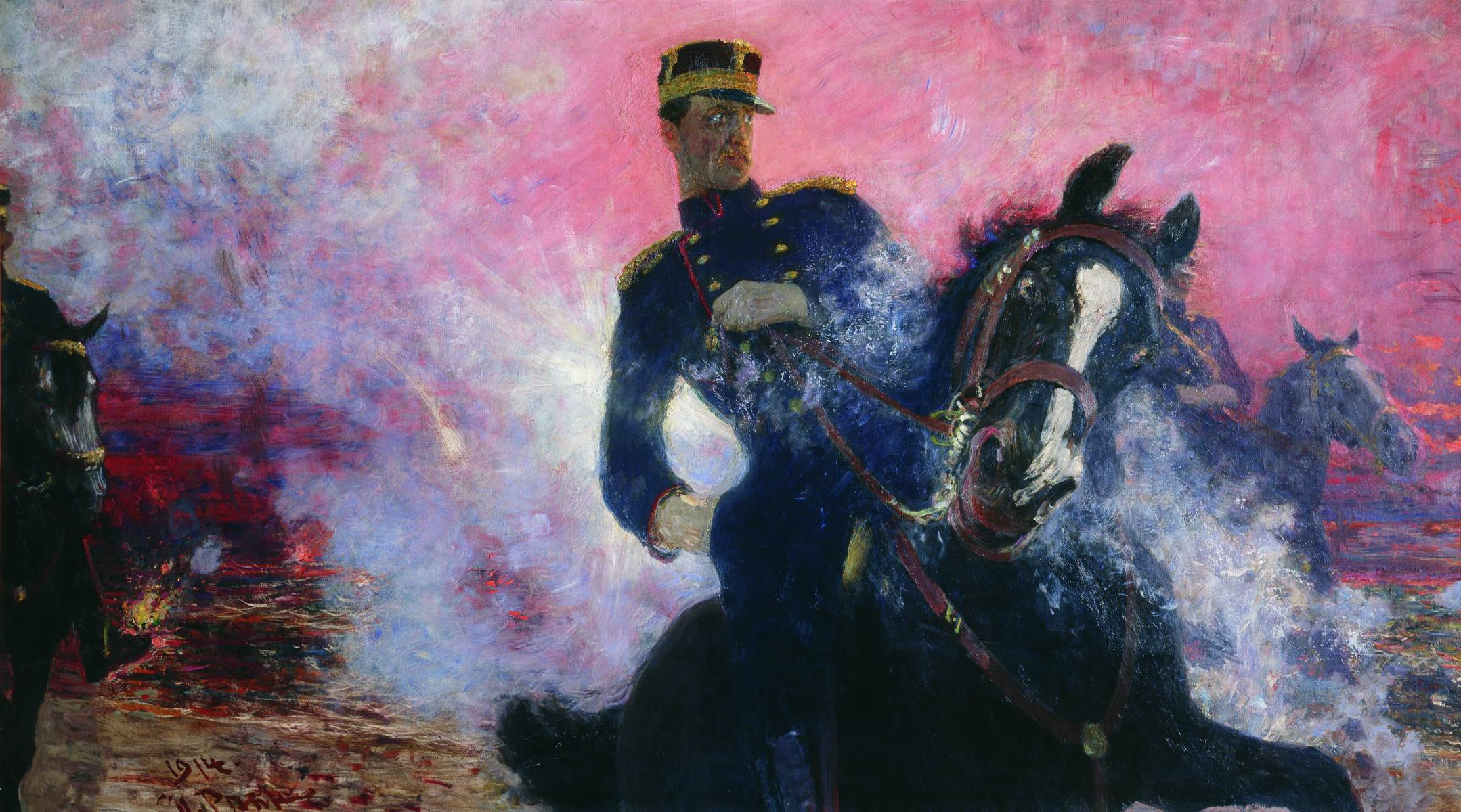
Schilderij van koning Albert I bij de explosie van de dam in 1914 door Ilja Repin.
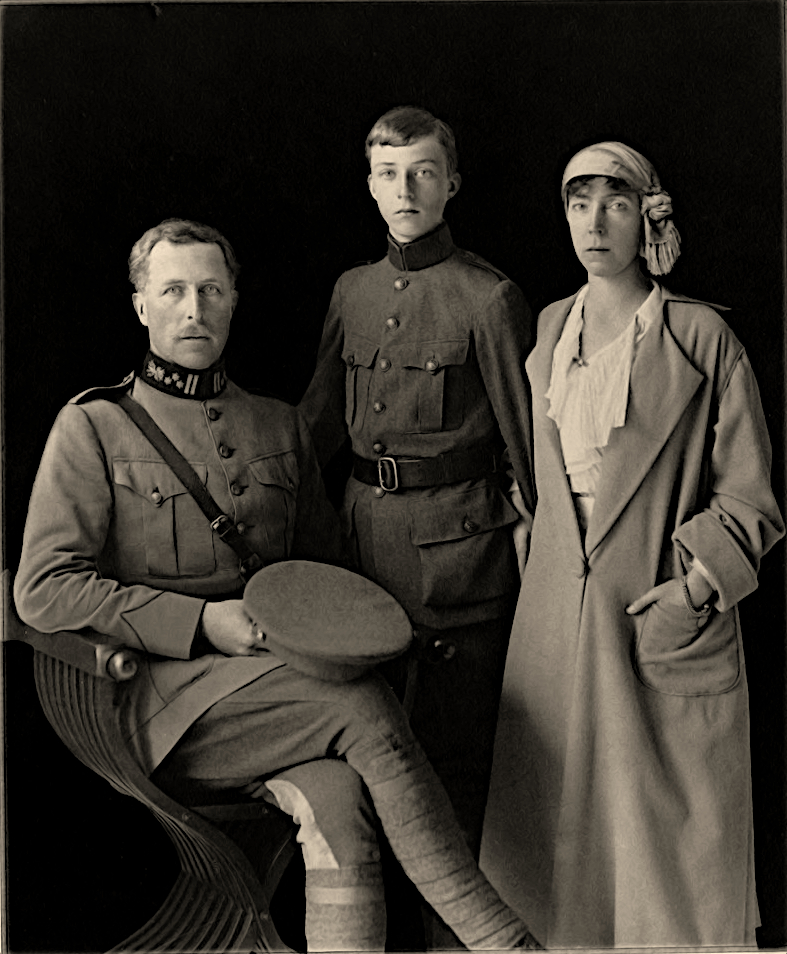
Met zijn familie circa 1910.
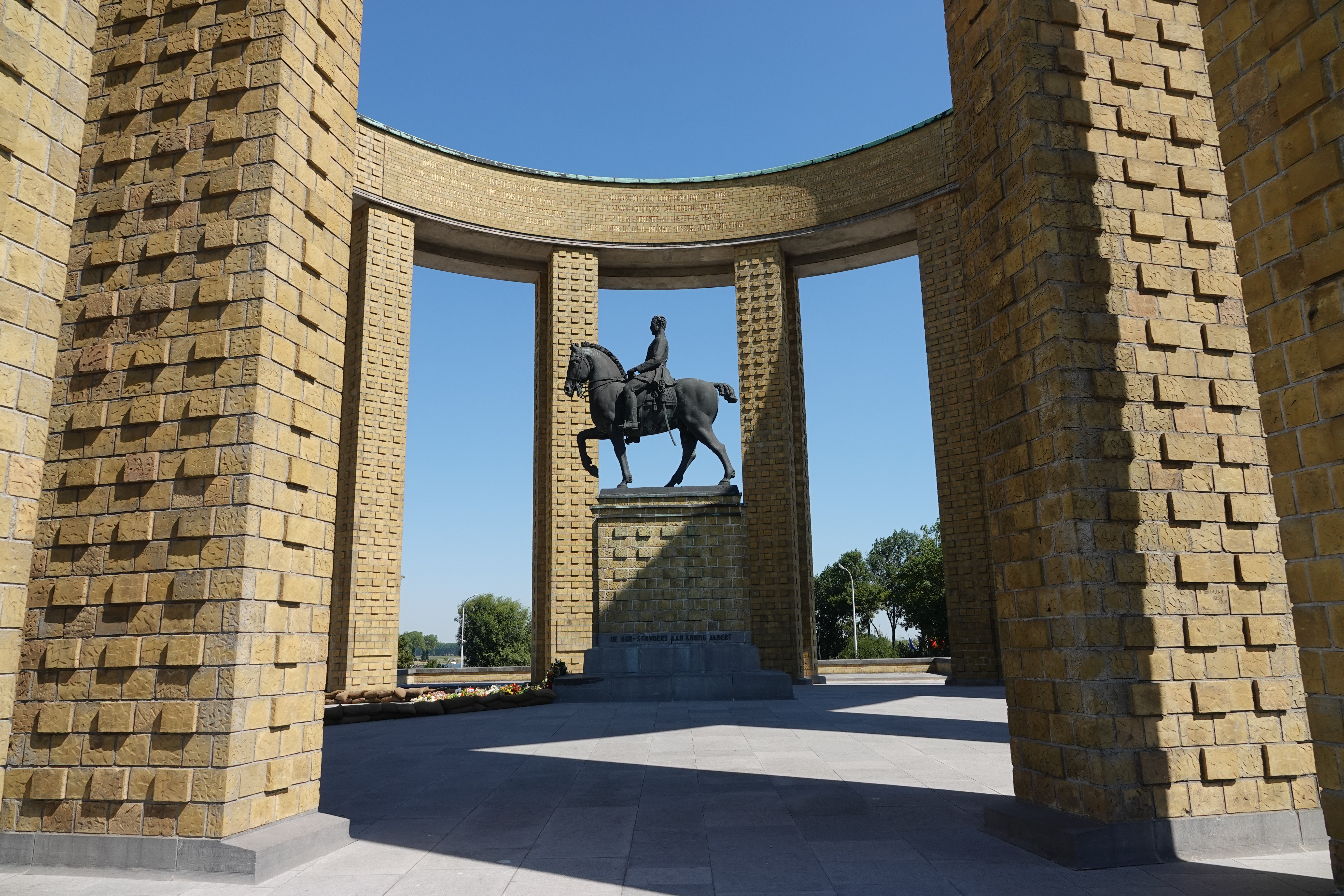
Zijn monument in Nieuwpoort.
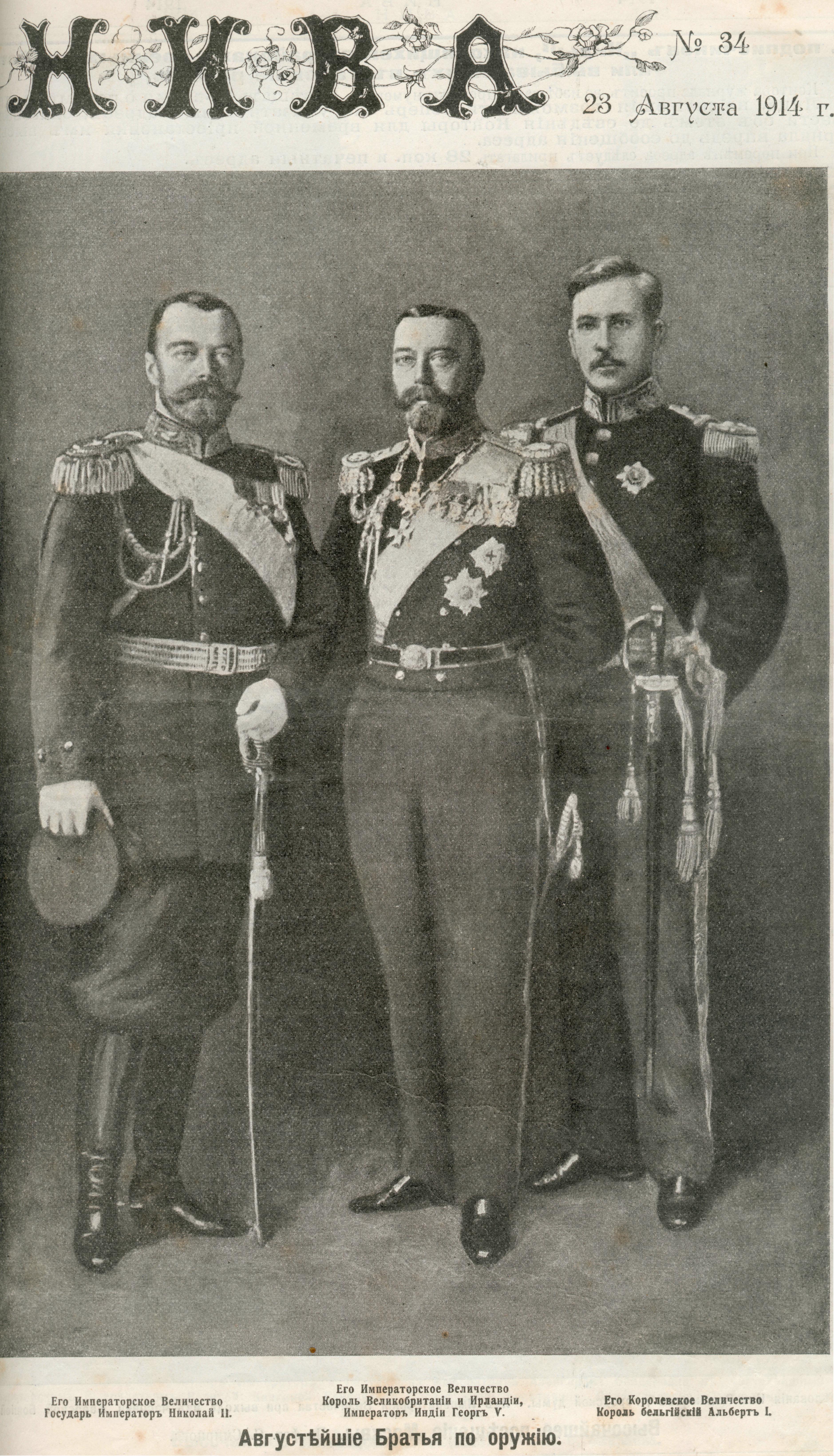
Nicolaas II van Rusland, George V van het Verenigd Koninkrijk en Albert I.